# ユーンデ
ユーンデ (ドイツ語: Jühnde) は、ドイツ連邦共和国ニーダーザクセン州ゲッティンゲン郡に属す町村（以下、本項では便宜上「町」と記述する）で、ザムトゲマインデ・ドランスフェルトを構成する町村の一つである。この町にはユーンデとバルリッセンの2つの地区から成る。
ユーンデはゲッティンゲンの南西約 13 km、ハン・ミュンデンの北東 13 km、ホーアー・ハーゲンの麓に位置している。

## 歴史
ユーンデは、960年にオットー1世によって初めて文献に記録された。ミュンデンからゲッティンゲンに至る軍事道路沿いには、当時すでに騎士の城が建造されていた。1484年にゲッティンゲン住民は、商人を待ち伏せしては襲っていた癪の種のこの盗賊騎士の城を占領した。この城は三十年戦争で焼失した。1664年にグローテ男爵オットーがこの地を譲り受け、城を再建した。彼はハノーファー公に選帝侯位をもたらした重要な人物であった。グローテ家のもう一人の宰相がグローテ男爵オットー・ウルリヒである。彼は他の全ドイツ国民と同様にナポレオンの支配下で苦しんでいた。1802年に彼はハノーファー宮廷を罷免されてユーンデに隠居し、1805年までにこの村に初期ロマネスク様式の公園を設けた。

## 経済と社会資本

### 交通
ハノーファー - ヴュルツブルク高速鉄道が通っており、町の南部にはユーンデ待避駅とマッケンロートトンネルがある。

### バイオエネルギー村
ユーンデはドイツで最初のバイオエネルギー村である。これは、ゲッティンゲン大学の持続的発展に関する学際センターのプロジェクトによって実現した。
ユーンデの町当局は町内のエネルギー需要のすべてを再生可能エネルギーでまかなうことを目標としており、長年に及ぶ準備期間の後、住民の広範囲にわたる協力の下、2005年の冬にエネルギー転換に成功した。エネルギーの大部分は、周辺の耕作地や水肥からのバイオマスによっている。この施設では1日あたり約 32 t の発酵飼料と 29 m3 の水肥が用いられている。発生したバイオガスはコジェネレーションに供される。得られた電力は町の電力網で、熱は地中の近郊温熱網を介して各戸に供給される。しかし冬になると、温熱網で結ばれた家庭に必要な熱を無制限に送ることが必ずしもできるわけではない。そこで緊急の場合には周辺から供給される木材と近郊温熱システムの水で熱を発生される木片温熱施設を補助的に用い、各戸に熱を供給している。ユーンデは、1年あたり 400万 kWh と、自ら消費する量の2倍の電力を生産している。この電力は、1 kMh あたり 17 セント（1 セント = 1/100 ユーロ）で電力網に販売される。これにより、この施設は年間 60万ユーロ以上の収入を得ている。また、ユーンデの平均的な家庭の光熱費は、従来に比べ年間約 750 ユーロ節約できている。
ユーンデは、そのエネルギー需要を完全に再生可能エネルギーでまかなっているドイツ最初の町である。これによりユーンデはドイツ国内のみならず、世界的に有名である。たとえばアメリカ合衆国や日本からの見学者が、この最初のバイオエネルギー村を研究するために訪れている。
この町のバイオガス施設（木片温熱施設を含む）は協同組合を組織している。

## 文化と見所
ユーンデは城館の施設によって特徴付けられている。この他に17世紀から19世紀に建造された、多くは装飾豊かな、木組み建築が数棟遺されており、町の景観を形作っている。

### 聖マルティーニ教会
プロテスタント＝ルター派の聖マルティーニ教区教会は、1271年に初めて文献に記録されているが、現在の姿になったのはおおむね16世紀末の事であった。西塔は石灰岩の荒石からなる正方形の断面の基礎構造と木組み建築の上部構造を有しており、スレート葺きのボンネット型屋根に明かり取りの小塔が載っている。この塔と同じ幅で、やはり石灰岩の荒石で造られた長方形の教会堂は簡素な内装が保たれている。説教壇付き祭壇は18世紀末のものである。集落の中心部から少しだけ高い塔によって、この教会は集落の通りの風景を決定づけている。

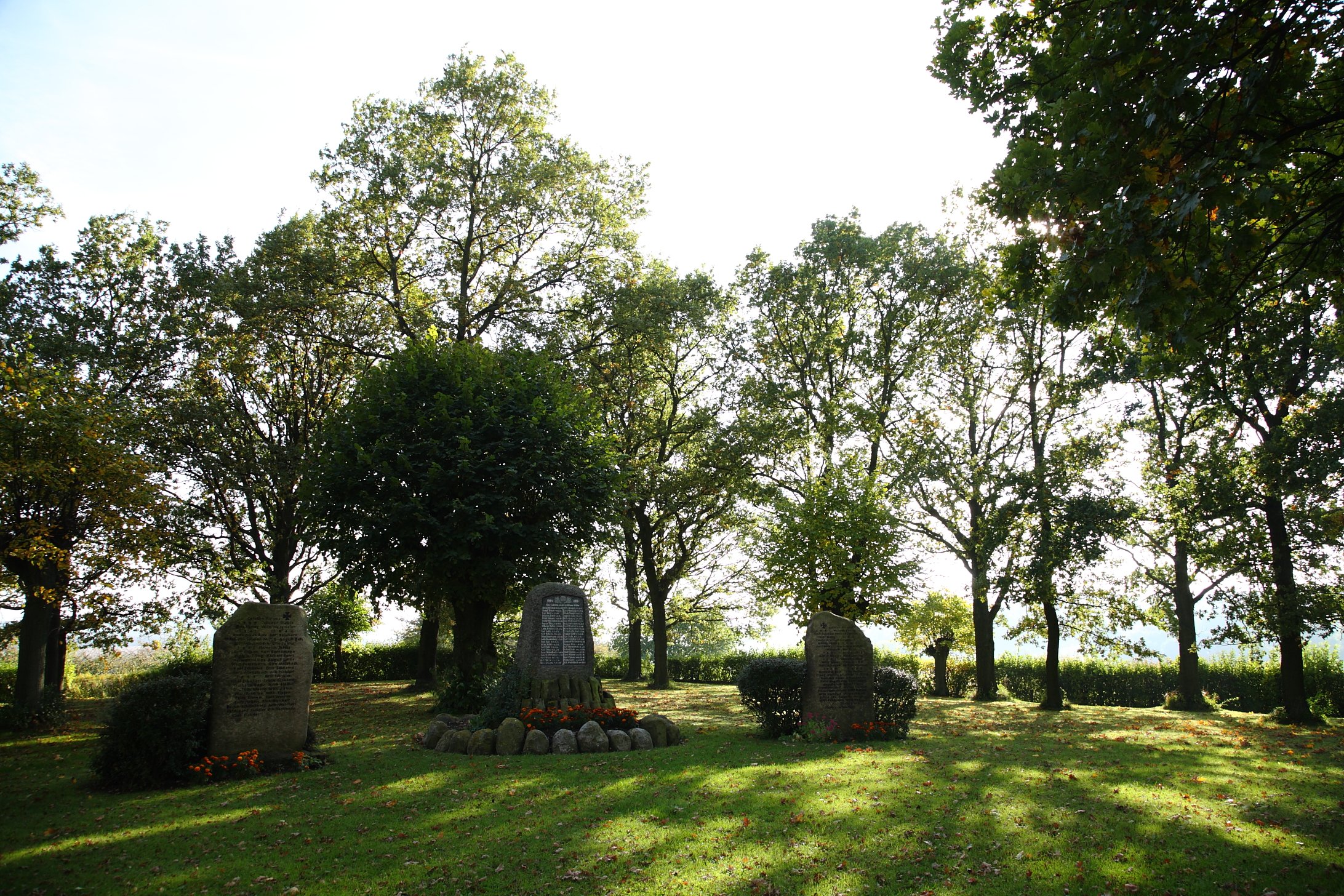
エーレンハイン

### エーレンハイン
集落の北側の高台に、第一次世界大戦の戦没者を記念する場所として1920年にエーレンハイン（名誉の林）が造られた。この林苑はオークの木で覆われ、生け垣で囲まれている。州道 559 号線沿いの何も無い高台にポツンとあるその立地から、エーレンハインはこの付近の風景を決定づけるものとなっている。この記念の地には、後に第二次世界大戦での戦没者を記念する2つの記念碑が建てられた。

### テレビ番組
2007年7月2日から、ユーンデで撮影された『Männer allein daheim』が Kabel 1 で毎週放送された。また、2007年にバイオガス施設を扱った30分のドキュメンタリー番組『Wenn Mist zu Strom wird; Ein Dorf heizt ein.』が制作された。

## 引用
1. ↑  Landesamt für Statistik Niedersachsen, LSN-Online Regionaldatenbank, Tabelle A100001G: Fortschreibung des Bevölkerungsstandes, Stand 31. Dezember 2023
2. ↑  大崎満ほか『北海道からみる地球温暖化』岩波書店、2008年、40頁。ISBN 978-4-00-009424-5。
3. 1 2 3  Peter Ferdinand Lufen: Landkreis Göttingen, Teil 1. Altkreis Münden mit den Gemeinden Adelebsen, Bovenden und Rosdorf. In: Christiane Segers-Glocke (Hrsg.): Denkmaltopographie Bundesrepublik Deutschland. Baudenkmale in Niedersachsen. 5.2, CW Niemeyer, Hameln 1993, ISBN 3-87585-251-6, pp. 213–217.